# غرباية (غيزانية)
غرباية (بالفارسية: گراییه) هي قرية وتقع في إيران في قسم غيزانية الريفي. يقدر عدد سكانها بـ 144 نسمة بحسب إحصاء 2016.كل عدال و كويتيات صرع دنيا